# Saphenophis atahuallpae
Saphenophis atahuallpae là một loài rắn trong họ Rắn nước. Loài này được Steindachner mô tả khoa học đầu tiên năm 1901.